# Фред Джонс (Скубі-Ду)
Фред Джонс — персонаж американського мультсеріалу та Всесвіту «Скубі-Ду», лідер команди підлітків-розгадувачів таємниць та їхній компаньйон — німецький дог Скубі-Ду.

## Опис персонажа
У більшості серій Фред носить білу та/або синю сорочку та сині штани. В оригінальній серії Фред носить помаранчеву краватку Hermès Ascot. Фред не просто лідер та фізична сила команди він є дуже винахідливим, він завжди створює різноманітні пастки Руба Голдберга для лиходіїв, які Скубі-Ду чи Шеггі часто запускають помилково, внаслідок чого лиходій потрапляє в полон іншим способом.
У Scooby-Doo: Mystery Incorporated його інтереси обмежуються «пастками та розгадуванням таємниць», хоча пізніше він зізнається, що має почуття, і зустрічається з Дафні.
Коли навесні 1969 року почалися зйомки «Скубі-Ду», Фреда спочатку називали «Ронні», а ім'я Фреда було названо на честь Фред Сільвермана, який тоді був головою денного програмування на CBS і ключовим членом команди розробників шоу. Френк Велкер, молодий комік і імпресіоніст, був запрошений мережею на прослуховування для голосу Фреда, хоча спочатку він мав намір взяти участь у прослуховуванні для першого Скубі-Ду (якого він зрештою все-таки озвучив після смерті Дона Мессіка в 1997 році) і пізніше Шеггі (Кейсі Касем, який отримав роль Шеггі, спочатку хотів озвучити Фреда). Вибір на роль Фреда призвів до початку довгої, плідної кар'єри озвучування Велкера, а Скубі-Ду був його першою роботою озвучування.
У продовження Скубі-Ду! Mystery Incorporated було виявлено, що батько Фреда, Фред Джонс-старший, насправді не був його біологічним батьком, а натомість чоловіком, який викрав його в дитинстві та виховував як власного сина. Його біологічні батьки Бред Чайлз і Джуді Рівз пізніше повернулися, але Фред продовжував використовувати прізвище Джонс. У фіналі серії, коли всесвіт перезапускається туди, де Фреда не виховував Фред Джонс-старший, а його біологічні батьки, ніколи не вказується його прізвище в новій реальності.

## Виконавці
- Френк Велкер (1969– до тепер)
- Карл Стівен (Цуценя на ім'я Скубі-Ду)
- Джеррі Річардсон (Scooby-Doo! in Stagefright— Live on Stage)[3][4]
- Фредді Принц мл. (Скубі-Ду, Скубі-Ду 2: Звільнення монстрів (живий бойовик)[5]
- Раян Врба (молодий Фред у фільмі "Скубі-Ду 2: Монстри на волі ")
- Кріс Кокс (Scooby-Doo 2: Monsters Leashed: The Video Game)
- Джеймі Вілсон (Scooby-Doo! and the Pirate Ghost— Live on Stage)[6]
- Роббі Амелл (Скубі-Ду! Таємниця починається, Скубі-Ду! Прокляття озерного монстра)
- Джим Уайз (Скубі-Ду! Музика вампіра (співочий голос))
- Ноа Майкл Фіш (Скубі-Ду в прямому ефірі! Музичні таємниці (2013))[7]
- Джош Літтл (Scooby-Doo Live! Таємниця піраміди)[8]
- Кріс Уорнер Дрейк (Scooby-Doo Live! Музичні таємниці (2016)[9]
- Зак Ефрон (Скуб!)
- Метьє Левеск (2020; Скубі-Ду! і загублене місто золота)[10]
- Коннор Бріггс (2022; Скубі-Ду! і загублене місто золота)[11]
- Глен Ховертон (Вельма)[12]

## Родичі
Родичі Фреда, показані або згадані під час серіалу, включають:
- Мер Фред Джонс-старший: Нелегальний «батько» Фреда в Скубі-Ду! Mystery Incorporated, озвучений Гері Коулом.
- Скіп і Пеггі Джонс: батько і мати Фреда у фільмі «Скубі-Ду Пірати». Озвучують Тім Конвей та Еді МакКлерг.
- Бред Чайлз і Джуді Рівз: справжні батько і мати Фреда в Скубі-Ду! Mystery Incorporated, озвучений Тімом Метісоном і Тією Каррере (молодші озвучені Ноланом Нортом і Карі Волгрен).
- Едді Джонс: дядько Фреда з «Цеценя на ім'я Скубі-Ду», озвучений Френком Велкером. Видавець бульварної газети The National Exaggerator.
- Граф фон Джонс: дядько Фреда, який живе в замку біля фабрики, що виготовляє спеціальні труни, і керує музеєм.
- Дядько Карл: дядько Фреда, який тримає сироварню біля озера Мічіган у Вісконсині. Він з'являється в «Fright House of a Lighthouse». Показано, що він кращий за Фреда в жимі лежачи.
- Дядько, який служить у ВПС Сполучених Штатів і працює в космічному агентстві.
- Дядько, який став першим цимбалістом в оркестрі Корпусу морської піхоти Сполучених Штатів.
- Племінник 3 роки. Згадується в епізоді «Нові фільми про Скубі-Ду», у якому знявся учасник The Monkees Дейві Джонс, «Вершник із привидами з Хагглторн-Холлу».
- Арлін Вілкокс: двоюрідна сестра Фреда, яка живе в Салемі, штат Массачусетс, звинувачена в одержимості предка, спаленого на вогнищі за чаклунство. Озвучує Джанет Волдо.
- Джед Джонс: двоюрідний брат Фреда, який працює на Monstrous, Fright і Magic. Його озвучив Кріс Еджерлі в Scooby-Doo! Без масок.
- Дональд Джонс, псевдонім Професор, га?: батько Фреда в Be Cool, Scooby-Doo з цікавою передісторією.
- Боббі Флей, він же дядько Боббі в Скубі-Ду! і Привид гурмана.